# アクレオ湖
アクレオ湖（アクレオこ、スペイン語: Laguna de Aculeo）は、チリ共和国サンティアゴ首都州マイポ県のパイネコムーナ（コムナ）に位置するラグーン。現在は消滅している。

## 概要
湖岸は泥地で、明確な傾斜がないのが特徴である。かつての面積は12平方キロメートル、水深は6メートルあり、サンティアゴ近郊の避暑地として人気があった。
近年、気候変動による干ばつの影響で、2011年から水位が下がり始め、2018年5月9日に完全に干上がってしまったことで、悪い意味で有名になった。干上がってしまった原因として、地球温暖化や、灌漑用水として湖の水が乱用されたことが考えられている。
地方自治体、州、および民間政府は、長期的な共同プロジェクトとして、湖の水を回復するための効果的な解決策や、水資源を持続的・合理的に利用するための自発的な流域管理協定の策定を探っていた。

## 名前の由来
マプチェ語で「川が終わるところ」を意味する「Acum-Leu」が由来である。